# NGC 2496
NGC 2496 je galaksija u zviježđu Malom psu.

## Vanjske poveznice
- SEDS: NGC 2496